# 阿列克謝·特洛伊茨基
阿列克谢·阿列克谢耶维奇·特洛伊茨基（羅馬化：Aleksey Alekseyevich Troitskiy；1866年3月14日—1942年8月），俄罗斯国际象棋理论家，被认为是國際象棋残局研究最伟大的排局家。第二次世界大战期间，特洛伊茨基在列寧格勒圍城戰期间饿死。在圍城戰期间，他的许多笔记被毁或丢失，因此他撰写的一些最新国际象棋问题至今也从未出版。